# Catalpa macrocarpa
Catalpa macrocarpa — вид квіткових рослин з родини біньйонієвих (Bignoniaceae).

## Опис
це дерево висотою до 20 метрів.

## Поширення
Ареал: Багами, Куба, Домініканська Республіка, Гаїті. Росте в Карибських сухих широколистяних вічнозелених лісах, рідколіссях і чагарниках.

## Використання
Catalpa macrocarpa використовується як деревина на Кубі і є джерелом деревного вугілля та дров на Еспаньйолі.

## Загрози й охорона
Основні загрози пов’язані зі зміною клімату, забудовою території та інвазивними видами. Щодо виду не проводять активних природоохоронних заходів, окрім того, що вид зустрічається в кількох заповідних територіях Багамських Островів, Куби та Домініканської Республіки. Вид культивується в тропічному саду Ферчайлд, Флорида, США.

## Галерея

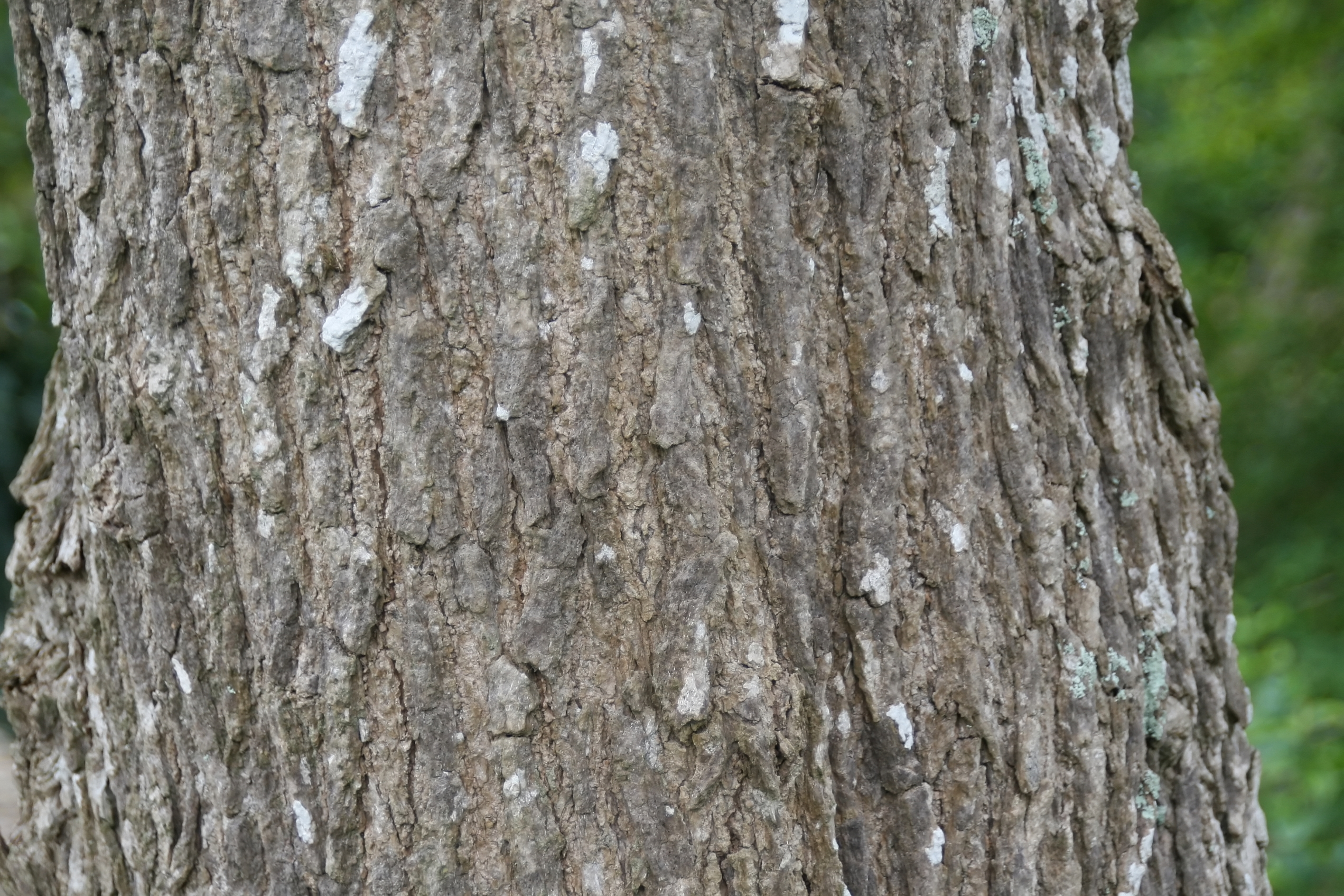
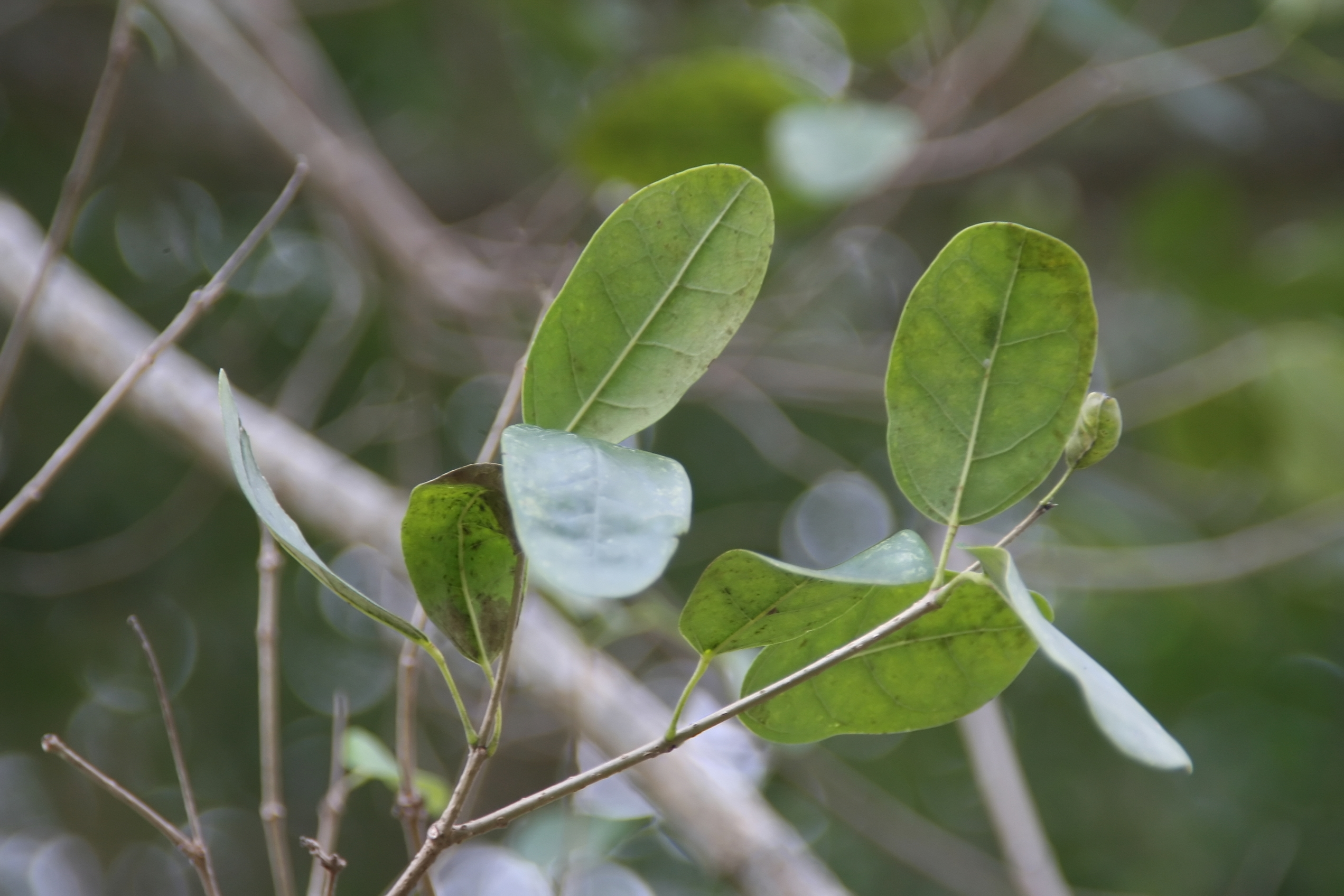
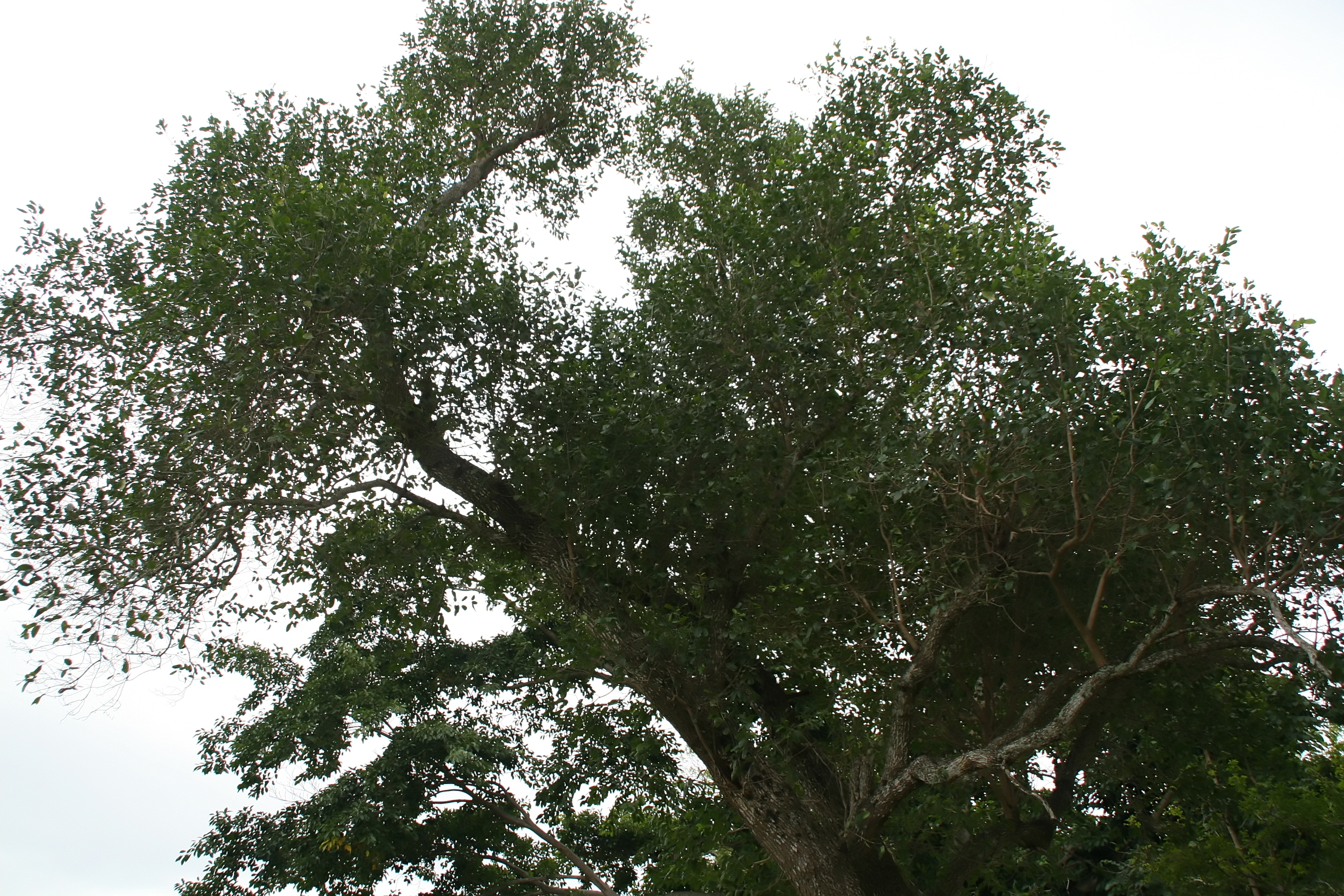